# Jean Robic
Jean Robic (Condé-lès-Vouziers, 10 juni 1921 - Claye-Souilly, 6 oktober 1980) was een Frans wielrenner.
Kort voor de Tour de France van 1947 trouwde hij en hij beloofde zijn bruid de gele trui mee te brengen als bruidsschat. Hij maakte zijn belofte waar en won dat jaar de Tour. In 1950 werd hij de allereerste wereldkampioen veldrijden.
Robic improviseerde op de fiets. Zo had hij een trucje om zijn gebrek aan gewicht in afdalingen op te lossen. Hij had een drinkbus op zijn fiets die voor 3/4 gevuld was met lood. Dit verlaagde ook zijn evenwichtspunt. Hij droeg steevast zijn zelfgemaakte valhelm, omdat hij bang was hoofdletsel op te lopen. Dit leverde hem de bijnaam tête de cuir (lederen hoofd) op.
Robic kwam in 1980 om het leven door een ongeval, waarbij hij met zijn auto onder een geparkeerde oplegger terechtkwam.

## Palmares

### Veldrijden
| Jaar      | Klassieker | WK    | FK    | Overige             | Totaal |       |
| Elite     | Elite      | Elite | Elite | Elite               | Elite  | Elite |
| --------- | ---------- | ----- | ----- | ------------------- | ------ | ----- |
| 1943-1944 |            | NVT   | 13e   |                     | 0      |       |
| 1944-1945 |            | NVT   | Goud  |                     | 1      |       |
| 1945-1946 |            | NVT   | 4e    | Montreuil-sous-Bois | 1      |       |
| 1946-1947 | Mühlenbach | NVT   |       |                     | 1      |       |
| 1947-1948 |            | NVT   |       |                     | 0      |       |
| 1948-1949 |            | NVT   | 4e    |                     | 0      |       |
| 1949-1950 |            | ↑     |       |                     | 1      |       |
|           |            |       |       |                     |        |       |
| Totaal    | 45         | 7     | 4     | 150                 | 206    |       |

### Wegwielrennen

#### Overwinningen
1940
Criterium Versailles
1945
Criterium Quimperlé
1946
3e etappe Course du Tour de France
1947
2e etappe Dauphiné Libéré
4e, 7e en 15e etappe Tour de France
 Eindklassement Tour de France
Criterium La Louvière
1948
Klimwedstrijd Mont Faron
1e B en 4e etappe Ronde van Zwitserland
Dwars door Lausanne (ITT)
1949
Eindklassement Subida a Arantzazu
Klimwedstrijd Mont Faron
11e etappe Tour de France
1950
Eindklassement Subida a Arantzazu
1e A en 2e etappe B Rome-Napels-Rome
Eindklassement Rome-Napels-Rome
4e etappe Dauphiné Libéré
1952
Criterium Chanteloup-les-Vignes
Bol d'or des Monédières/Tulle
Circuit de la Haute-Savoie
Criterium Etten-Leur
1e B en 3e etappe B Rome-Napels-Rome
14e etappe Tour de France
1953
11e etappe Tour de France
1955
Criterium Yvetot

#### Resultaten in voornaamste wedstrijden
| Jaar | Ronde van Italië | Ronde van Frankrijk | Ronde van Spanje |
| ---- | ---------------- | ------------------- | ---------------- |
| 1945 |                  |                     |                  |
| 1947 |                  | ↑ (3)               |                  |
| 1948 |                  | 16e                 |                  |
| 1949 |                  | 4e (1)              |                  |
| 1950 | opgave           | 12e                 |                  |
| 1951 |                  | 27e                 |                  |
| 1952 |                  | 5e (1)              |                  |
| 1953 |                  | opgave (1)          |                  |
| 1954 |                  | opgave              |                  |
| 1955 |                  | buiten tijd         |                  |

| Jaar | Milaan-San Remo | Parijs-Roubaix | Luik-Bast.‑Luik | Ronde van Lombardije | Waalse Pijl |  | WK op de weg |  | Wereldranglijsten |
| ---- | --------------- | -------------- | --------------- | -------------------- | ----------- |  | ------------ |  | ----------------- |
| 1945 |                 | 25e            |                 |                      |             |  |              |  |                   |
| 1947 |                 |                |                 |                      |             |  |              |  |                   |
| 1948 |                 |                |                 |                      |             |  |              |  |                   |
| 1949 |                 | 87e            |                 |                      |             |  | opgave       |  |                   |
| 1950 |                 |                |                 |                      |             |  |              |  |                   |
| 1951 |                 |                | 5e              | 63e                  | Brons       |  |              |  |                   |
| 1952 | 8e              | 45e            | Brons           | 34e                  | 10e         |  | 26e          |  | 5e (CDC)          |
| 1953 | 7e              | 74e            |                 |                      |             |  |              |  |                   |
| 1954 |                 | 98e            |                 |                      | 26e         |  | 14e          |  |                   |
| 1955 |                 |                |                 | 11e                  |             |  |              |  |                   |
| 1956 | 50e             | 9e             |                 |                      |             |  |              |  |                   |
| 1957 | 60e             |                |                 |                      |             |  |              |  |                   |

- Bibliothèque nationale de France: cb11922218c (data)
- International Standard Name Identifier: 0000 0000 0655 307X
- Nederlandse Thesaurus van Auteursnamen: 072796871
- Système universitaire de documentation: 027503844
- Virtual International Authority File: 4935984
- WorldCat: E39PBJt8gKd4YD97J6kfF73xXd